# Salih Sadir
Salih Sadir Salih Al-Sadoun (en arabe : صالح سدير صالح السعدون) est un footballeur irakien né le 21 août 1981 à Najaf, qui joue au poste de milieu avec l'équipe d'Irak et le club libanais de Safa Beyrouth. Il est international irakien.

## Statistiques

### En club
| Saison    | Club     | Pays | Championnat     | Championnat | Championnat |
| Saison    | Club     | Pays | Division        | Matchs      | Buts        |
| --------- | -------- | ---- | --------------- | ----------- | ----------- |
| 2009-2010 | Rah Ahan | Iran | Iran Pro League | 5           | 1           |

## Palmarès

### En club
- Avec Al-Ansar :
  - Champion du Liban en 2006 et 2007.
  - Vainqueur de la Coupe du Liban en 2006 et 2007.

- Avec Al-Ahed :
  - Vainqueur de la Supercoupe du Liban en 2008.
  - Vainqueur de la Coupe du Liban en 2009.
  - Meilleur buteur de Lebanese Premier League en 2009.

### En sélection
- Avec Équipe d'Irak :
  - Vainqueur de la Coupe d'Asie des nations en 2007.
  - Meilleur buteur du Championnat d'Asie de l'Ouest en 2007 (2 buts).